# Foguang Ruman
Foguang Ruman (chiń. 佛光如滿, pinyin Fóguāng Rúmǎn; kor. 불광여만 Pulkwang Yŏman; jap. Butsukō Joman; wiet.  Phật Quang Như Mãn; ur. 752, zm. 842) – chiński mistrz chan szkoły hongzhou, uczeń mistrza Mazu Daoyi.

## Życiorys
Ruman został uczniem mistrza chan Mazu w jego klasztorze Kaiyuan w Hongzhou. Po otrzymaniu przekazu Dharmy Ruman przeniósł się na północ i ostatecznie osiadł w klasztorze Jinge na górze Wutai.
W 805 r. odwiedził Chang’an i ofiarował nauki religijne choremu cesarzowi Shunzongowi. Objaśniał także szeroko pojęte nauki mahajany. Używał popularnych terminów chanu, takich jak np. wunian (niemyślenie) i wuxin (bez umysłu), ale jego idee wykazują ogólnie akceptowane poglądy o naturze stanu buddy, które były także często wykorzystywane w szkole chan.
Ruman był najbardziej znanym przedstawicielem szkoły hongzhou działającym w Luoyangu, jednak nie wiadomo dokładnie, kiedy do niego przybył. Tam spotkał swojego najbardziej znanego ucznia Bo Juyi (772–846). Ta część życia mistrza jest najbardziej znana, gdyż opisał ją Bo Juyi. Bo Juyi w 836 r. ofiarował zbiór swoich prac literackich klasztorowi Shenshan, w którym był wcześniej nauczany przez Rumana.
W 842 r. Ruman i Bo założyli buddyjskie stowarzyszenie nazwane „Towarzystwem Kadzidełka”.
Ostatnie lata swojego życia Ruman spędził w klasztorze Xiangshan, który znajdował się obok słynnych grot Longmen na południe od Luoyangu. Zmarł prawdopodobnie w 842 r.

## Linia przekazu Dharmy zen
Pierwsza liczba oznacza liczbę pokoleń mistrzów od 1 Patriarchy indyjskiego Mahakaśjapy.
Druga liczba oznacza liczbę pokoleń od 28/1 Bodhidharmy, 28 Patriarchy Indii i 1 Patriarchy Chin.
- 33/6. Huineng (638–713)
  - 34/7. Nanyue Huairang (677–744)
    - 35/8. Mazu Daoyi (709–788) szkoła hongzhou
      - 36/9. Foguang Ruman (752–842)
        - 37/10. Bo Juyi (772–846)